# Роберт Темптандер
Оскар-Роберт Темптандер (швед. Oscar Robert Themptander, 14 лютого 1844, Стокгольм, Швеція — 30 січня 1897, Стокгольм) — шведський політичний і державний діяч, прем'єр-міністр Швеції з 16 травня 1884 по 6 лютого 1888 року під час правління короля Оскара II, губернатор лена Стокгольм з 1888 по 1896 рік. Був також міністром фінансів Швеції.
Роберт Темптандер є наймолодшим прем'єр-міністром в історії Швеції, які зайняв крісло прем'єра в віці 40 років і 92 днів. Померши у віці неповних 53 років, він також став наймолодшим померлим прем'єр-міністром країни.

## Біографія
Син офіцера шведської армії. Після вивчення права в університеті Упсали, і успішної кар'єри на державній службі, в 1879 році він став членом нижньої палати парламенту. Спочатку — член центристської партії, лояльної до чинного тоді уряду.
До свого прем'єрства в 1880 в уряді Арвіда Поссе став міністром без портфеля, а в 1881 році — міністром фінансів Швеції. Залишався на цій посаді протягом трьох років.
З 16 травня 1884 очоливши уряд, здійснив заходи щодо вдосконалення обороноздатності країни, оснащенню армії сучасними видами озброєння, зменшив розмір земельного податку.
Менш успішними були його спроби щодо захисту системи вільної торгівлі. Оскільки ціни на продовольство на світових ринках впали через збільшення імпорту з Північної Америки, різко постало питання щодо захисту шведських інтересів. Після перемоги прихильників протекціонізму на виборах у верхню палату (1886) Темптандер заявив про готовність піти у відставку, проте під тиском короля Оскара II, відмовився від цього наміру.
6 лютого 1888 року все ж покинув пост прем'єр-міністра Швеції. Головною причиною відставки стала перемога протекціоністів на виборах до Риксдагу.